# آزراک مهامت
آزراک مهامت (انگلیسی: Azrack Mahamat؛ زادهٔ ۲۴ مارس ۱۹۸۸) بازیکن فوتبال اهل فرانسه است.
از باشگاه‌هایی که در آن بازی کرده‌است می‌توان به باشگاه فوتبال اسپانیول، باشگاه فوتبال اوسر، باشگاه فوتبال لوکوموتیو صوفیه، و باشگاه فوتبال هالمستاد اشاره کرد.
وی همچنین در تیم ملی فوتبال چاد بازی کرده‌است.